# USS Connecticut (BB-18)
Pour les autres navires du même nom, voir USS Connecticut.
Vous lisez un « bon article » labellisé en 2016.
L’USS Connecticut (BB-18) est un cuirassé pré-dreadnought de la Marine des États-Unis. Quatrième navire de cette force à être nommé d'après l'État du Connecticut, il est le navire de tête de la classe Connecticut. Lancé le 29 septembre 1904, il entre en service deux ans plus tard. En 1907, il participe à la circumnavigation de la Grande flotte blanche, véritable démonstration de force de la puissance navale américaine. Durant la Première Guerre mondiale, il participe à la bataille de l'Atlantique en 1917 durant laquelle il est déployé près de la côte Est des États-Unis et dans les Caraïbes. Après la fin du conflit, il rapatrie de nombreux soldats de l'American Expeditionary Force avant de croiser dans les Caraïbes ; le Connecticut est finalement retiré du service le 1er mars 1923 avant d'être vendu pour démolition six mois plus tard, en accord avec les termes du traité naval de Washington ratifié l'année précédente.

## Genèse

### Contexte historique
La fin du XIXe siècle est marquée par de nombreux conflits provoqués par l'expansionnisme américain. Les intérêts du pays pour l'outre-mer se confirment, particulièrement dans l'océan Pacifique et en Amérique latine ; c'est ainsi que les îles Samoa puis les îles Hawaï passent sous contrôle américain. Après la guerre hispano-américaine, durant laquelle la Navy affronte la Marine espagnole avec succès, de nombreux territoires reviennent aux États-Unis après la signature du traité de Paris en 1898 : Cuba, les Philippines, Porto Rico et Guam sont autant de nouvelles possessions qui nécessitent une présence maritime accrue. Cette situation pousse la marine américaine à lancer un vaste programme de construction afin de pouvoir assumer la protection de ces territoires américains.

### Conception

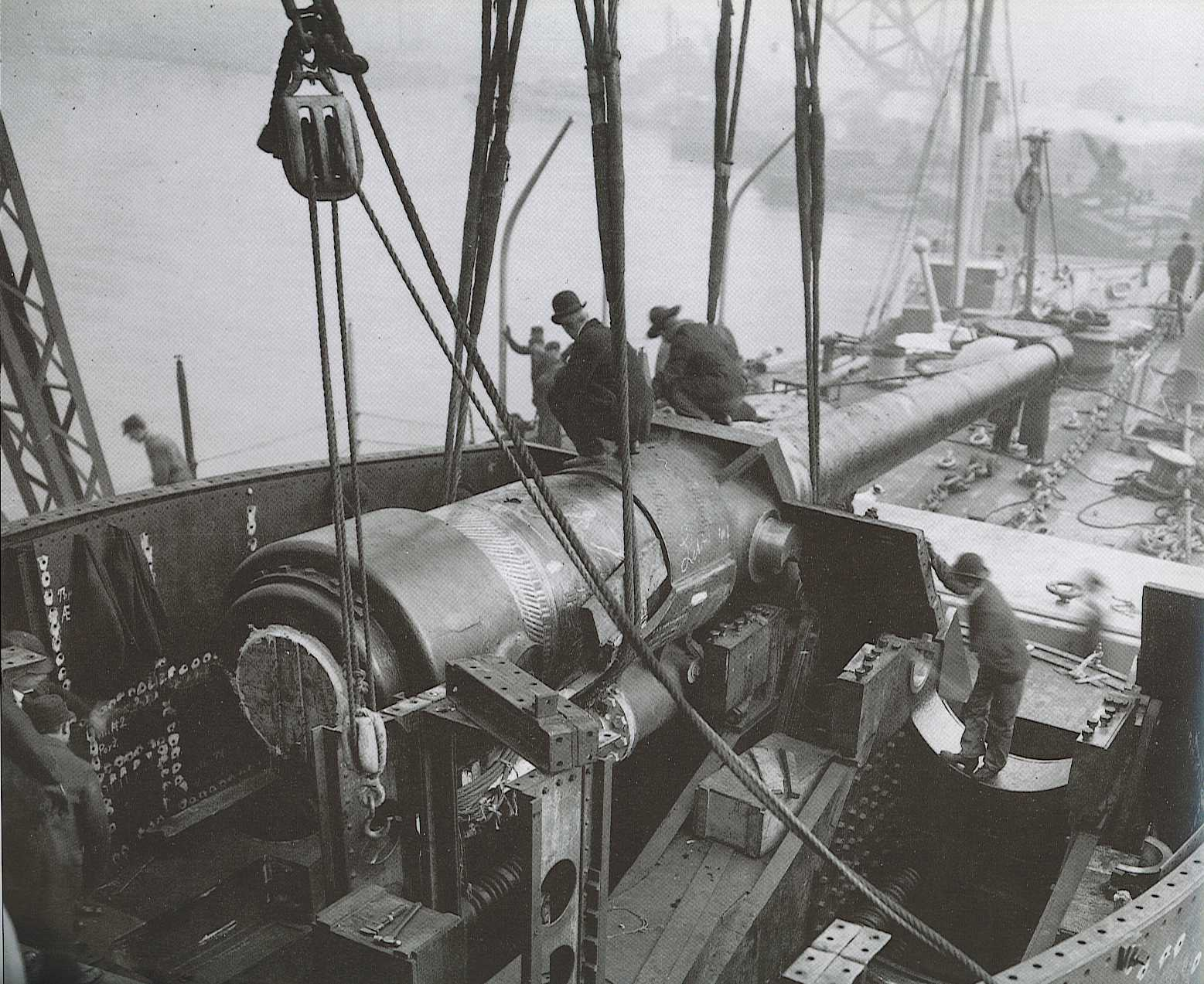
Un des canons de 305 mm est installé sur le Connecticut en 1906.

C'est dans ce contexte que le 6 mars 1901, le secrétaire à la Marine des États-Unis John Davis Long demande au Board on Construction de lancer une étude sur la conception d'un nouveau type de cuirassés ; ainsi, plusieurs bureaux proposent différents designs qui sont ensuite étudiés par le Board.
Le Board on Construction favorise un navire sur lequel les canons de 6 pouces (152 mm) et de 8 pouces (203 mm) sont remplacés par 24 canons de 7 pouces (178 mm) nouvellement conçus ; ce sont les canons les plus puissants qui puissent être manipulés par un seul homme. En plus de ceux-ci, il est prévu que le cuirassé embarque 24 canons de 3 pouces (76 mm) anti-torpilleurs. Le blindage principal doit être plus léger car réparti uniformément sur la longueur du navire. La proposition préférée par le Board aurait ainsi un déplacement de 15 560 long tons (15 809 t)
Le Bureau of Construction and Repair, cependant, propose un concept dérivé de la classe Virginia emportant 16 canons de 8 pouces (203 mm), douze sous forme de tourelles et quatre en casemates ; ces derniers sont finalement abandonnés, donnant un navire emportant douze canons de 8 pouces, douze de 6 pouces et huit de 3 pouces sur un navire de 15 860 long tons (16 114 t). Ce concept est finalement rejeté car la réduction du nombre de canons anti-torpilleurs est trop drastique.
Bien que l'une des deux propositions ait été rejetée, le débat continue. En novembre, le Board décide de nouveaux plans : huit canons de 8 pouces montés en tourelles et douze canons de 7 pouces. Cette disposition est choisie car un obus de 8 pouces peut pénétrer le blindage moyen d'un cuirassé, et celui de 7 pouces est capable d'un tir rapide. Ce nouveau concept possède aussi un blindage plus lourd et plus épais que le précédent. Deux navires basés sur ces plans sont autorisés le 1er juillet 1902, le Connecticut et le Louisiana ; trois de plus le sont le 2 mars 1903 : les Vermont, Kansas, et Minnesota. La construction du New Hampshire est quant à elle autorisée le 27 avril 1904,.

## Caractéristiques

Silhouette du navire en 1903.

Les navires de la classe Connecticut, bien équilibrés, tiennent mieux la mer que la plupart de leurs prédécesseurs. Leur point faible réside dans l'inclusion à la fois de canons de 203 mm et de 178 mm : l'impact de leurs obus et les gerbes provoquées dans l'eau étant sensiblement de la même taille du fait de la similarité des calibres, il devient difficile de régler les tirs correctement.
C'est ainsi que le Connecticut dispose de deux tourelles doubles de canons de 305 mm/45 calibres, de quatre tourelles doubles de canons de 203 mm/45 calibres, de 12 canons de 178 mm/44 calibres pour ce qui est des plus gros calibres, les deux premières étant mues électriquement. L'armement de plus petit calibre est lui aussi hétéroclite, avec 20 canons de 76 mm/50 calibres, 12 canons Hotchkiss de 47 mm et 4 canons de 37 mm. Enfin, le navire est équipé de 4 tubes lance-torpilles de 533 mm. Le blindage quant à lui est fabriqué selon un nouveau procédé inventé par Krupp. La ceinture principale est haute de 2,82 m (1,3 m au-dessus de la ligne de flottaison, 1,52 m en dessous) ; longue de 58,5 m, elle est épaisse de 270 mm en haut et de 229 m sous l'eau. Le blindage du pont est épais de 28 à 76 mm, alors que le château est protégé par 229 mm de blindage.
Déplaçant 16 000 long tons (16 256 tonnes), le cuirassé est propulsé par deux hélices mues par des machines à vapeur à triple expansion alimentées par douze chaudières à tubes d'eau Babcock & Wilcox développant 16 500 chevaux ; lors des essais en mer, le Connecticut atteint les 18,78 nœuds (34,78 km/h). Il peut embarquer jusqu'à 2 249 tonnes de charbon dans ses soutes, lui procurant une autonomie de 6 620 milles marins (12 300 km) à une vitesse 10 nœuds (19 km/h). De 827 à 896 hommes d'équipage, officiers et matelots du rang, embarquent à son bord selon les périodes.

## Histoire

### Lancement et essais en mer
La construction du Connecticut commence le 10 mars 1903 au New York Navy Yard ; il est lancé le 29 septembre 1904, baptisé par Alice B. Welles, petite-fille de Gideon Welles, secrétaire à la Marine des États-Unis durant la guerre de Sécession ; plus de 30 000 personnes assistent à ce lancement, comme c'est l'habitude pour de nombreux navires de l'United States Navy. Les cuirassés Texas, Massachusetts, Iowa, Kearsarge, Illinois, Alabama, Maine, et Missouri, ainsi que les croiseurs protégés Columbia et Minneapolis et le croiseur auxiliaire Prairie sont présents lors de cette cérémonie.
En 1904, trois tentatives de sabotage sont découvertes. La première est découverte le 31 mars : des trous ont été percés au travers de rivets maintenant des plaques de la quille. La seconde l'est peu avant le lancement : un boulon de 1,5 pouce (4 cm) de diamètre est découvert planté verticalement dans la cale de construction en bois destinée à la mise à l'eau de cuirassé, dépassant de 5 pouces (13 cm). Enfin, peu après le lancement du Connecticut, un trou d'un pouce est découvert foré dans la quille, laissant entrer l'eau dans les compartiments étanches. L'avarie est néanmoins réparée après que les pompes ont évacué l'eau. Ces incidents poussent la Navy à poster des gardes armés devant le chantier, et un remorqueur conduit par des Marines ayant l'ordre de tirer à vue patrouille près du navire.

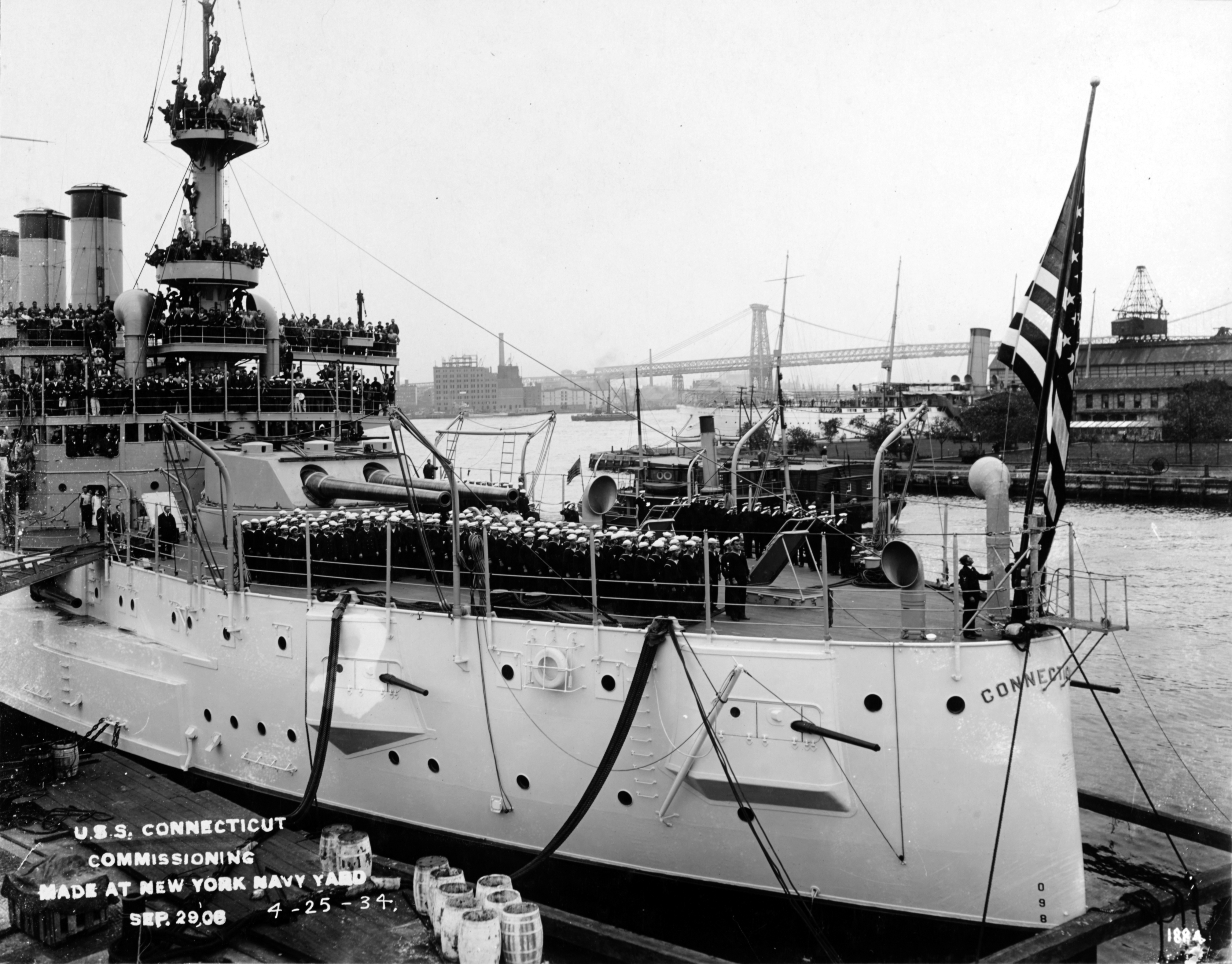
Cérémonie d'entrée en service du Connecticut le 29 septembre 1906.

Lors de son lancement, le Connecticut n'est achevé qu'à 55 % ; les superstructures, le blindage, les machines et l'armement ne sont pas terminés ou installés. Ce n'est que deux ans plus tard, le 29 septembre 1906 que le navire entre en service, aux ordres du commandant William Swift,. Il sort de New York pour la première fois le 15 décembre, devenant le premier navire de l'US Navy à prendre la mer sans essais préalables. Il mène des exercices d'entraînement au sud des caps de Virginie avant de mener plusieurs essais poussés et des manœuvres au large de Cuba et de Porto Rico. Durant ces essais, il participe aux recherches afin de retrouver un navire à vapeur disparu, le Ponce,,.

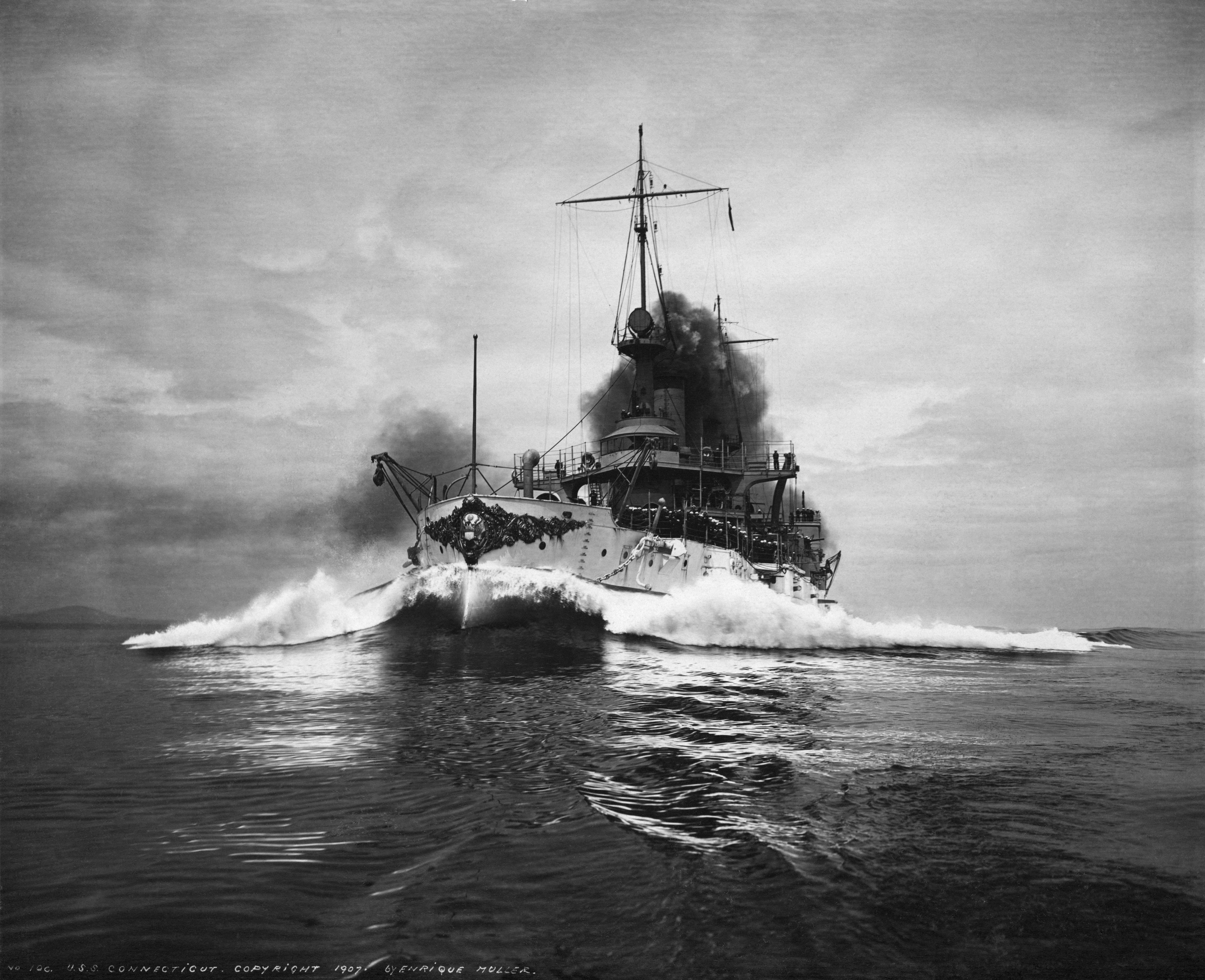
Le Connecticut pendant ses essais en mer en 1906 ou 1907. Photographie de Robert Enrique Muller.

Le 13 janvier 1907, le Connecticut s'échoue sur un récif alors qu'il rentre dans le port de Culebra. La marine ne publie aucune information sur cet échouage jusqu'à ce que des dépêches de San Juan rapportant la nouvelle n'atteignent le continent le 23 janvier. Malgré cela, les autorités maritimes de San Juan continuent de nier avoir eu connaissance d'un tel incident, mais le même jour, le département de la Marine lui-même annonce que le capitaine Swift pense qu'il a touché le fond et qu'un examen du navire par des plongeurs n'a permis de déceler aucun dommage. La Navy complète cette information le lendemain, publiant un communiqué mentionnant que le Connecticut a seulement été légèrement endommagé et a repris ses essais. Cependant, les dégâts sont bien plus importants qu'elle ne veut l'admettre ; contrairement au communiqué officiel qui dit que le Connecticut a seulement « touché » les rochers, le navire s'est en fait empalé sur le récif alors qu'il traversait un « chenal clairement marqué par des bouées » en « plein jour », provoquant assez de dégâts pour nécessiter un radoub. Cette tentative manifeste de cacher la vérité conduit le Congrès à lancer une enquête officielle.
Le 21 mars, la Navy annonce que Swift passe devant la cour martiale pour « négligence causant le passage d'un navire sur un rocher » et « avoir négligé son devoir durant cet évènement »,. C'est en compagnie du lieutenant Harry Yarnell, l'officier de quart en service au moment de l'incident, que Swift passe en cour martiale, devant sept amiraux, un capitaine et un lieutenant. Il est condamné à un an de suspension de la marine, qui sont plus tard réduits à neuf mois ; après environ six mois, la fin de sentence est ramenée au 24 octobre. Swift ne commande cependant plus jamais de navire.
Après cela, le Connecticut rentre à Hampton Roads et le 16 avril, le contre-amiral Robley D. Evans, commandant l'Atlantic Fleet, transfère son pavillon du Maine au Connecticut, en faisant le navire amiral de la flotte. Le 25 avril, le président Theodore Roosevelt inaugure la Jamestown Exposition et le Connecticut est utilisé comme navire de réception des navires venant de l'étranger. L'équipage et les marines du cuirassé participent à de nombreux événements au large, et les dirigeants étrangers ainsi que les gouverneurs de Virginie et de Rhode Island sont hébergés à bord le 29 avril. Evans clôt l'exposition le 4 mai depuis la plage arrière du Connecticut. Le 10 juin, le cuirassé participe à la revue de la flotte du Président avant de partir pour le New York Navy Yard trois jours plus tard pour une maintenance. Après celle-ci, le Connecticut conduit des manœuvres au large de Hampton Roads et des exercices de tir au large de cap Cod. Il retourne au New York Navy Yard le 6 septembre afin d'y subir les travaux nécessaires à son utilisation comme navire amiral de la Grande flotte blanche.

### Navire amiral de la Grande flotte blanche

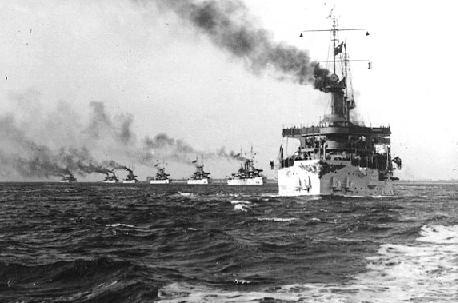
Le Connecticut à la tête de la Grande flotte blanche en 1907.

Le Connecticut quitte le New York Naval Yard le 5 décembre 1907 et arrive le jour suivant à Hampton Roads, où s'assemble la Grande flotte blanche. Après une période de huit jours durant laquelle se tient le « Navy Farewell Week », sortes de festivités fêtant le prochain départ des marins, et durant laquelle les 16 cuirassés embarquent du charbon, des munitions et des provisions, la flotte est prête à prendre le large, avec le Connecticut comme navire amiral. Les commandants présentent leurs respects au président Theodore Roosevelt sur son yacht présidentiel, le Mayflower, puis le départ est donné à 10 h, en ce 19 décembre 1907. Passant en revue devant le président, ils prennent ensuite la direction du sud. Après avoir dépassé le cap Hatteras, la flotte se dirige vers les Caraïbes, passant devant Porto Rico le 20, arrivant en vue du Venezuela le 22, avant de jeter l'ancre à Port-d'Espagne, la capitale de Trinité-et-Tobago ; c'est le premier port visité par la Grande flotte blanche. Avec la flottille de torpilleurs, qui avait quitté Hampton Roads deux semaines auparavant, et les cinq charbonniers présents pour réapprovisionner les soutes à charbon des cuirassés, ce sont ainsi 32 navires de l'US Navy qui sont présents à Port-d'Espagne, le faisant « [ressembler] à une base de l'US Navy ».
Le 29 décembre, après avoir passé Noël à Trinité-et-Tobago, les navires partent pour Rio de Janeiro. Une escorte cérémonielle de trois croiseurs rejoint la flotte américaine 12 milles marins (22,2 km) au large de Rio et « des milliers de Brésiliens se pressent sur les berges pour les acclamer » ; s'ensuivent dix jours de cérémonies, de jeux et de festivités. Cette étape est un tel succès qu'elle permet un renforcement des relations entre le Brésil et les États-Unis. La flotte quitte Rio le 22 janvier 1908 et continue son voyage vers le sud, en direction de Punta Arenas au Chili afin de faire le plein de charbon.
Quatre croiseurs argentins sous les ordres de l'amiral Hipólito Oliva, les San Martín, Buenos Aires, 9 de Julio et Pueyrredón, parcourent 300 milles marins (556 km) pour saluer les navires américains lors de leur passage au large des côtes argentines. La flotte arrive à Punta Arenas le 1er février et passe cinq jours dans cette ville de 14 000 habitants. Elle repart en direction du nord, suivant les côtes du Chili et défilant devant le président Pedro Montt au large de Valparaiso le 14 février ; du 19 au 20 février, les navires sont escortés vers Callao au Pérou par le croiseur Coronel Bolognesi. Le président péruvien José Pardo y Barreda fait un passage à bord du Connecticut, le contre-amiral Evans étant un peu malade et ne pouvant se rendre à terre. Le 29 février, après avoir refait du charbon, les cuirassés font route vers le Mexique, non sans être passés devant l'Almirante Grau avec Pardo à son bord avant de quitter le port.
À son arrivée au Mexique le 20 mars, la flotte passe trois semaines à s'entraîner au tir. Durant cette période, le contre-amiral Evans est relevé de son commandement, étant en permanence alité et souffrant : c'est ainsi que le 30 mars, le Connecticut prend la mer à toute vapeur en direction du nord. Deux jours plus tard, la goélette USS Yankton vient à sa rencontre et transporte l'amiral vers un hôpital. Le cuirassé repart vers le sud afin de rejoindre la flotte et c'est le contre-amiral Charles M. Thomas qui prend la place d'Evans sur le Connecticut en tant que commandant de la flotte, qui reprend son voyage vers le nord en direction de la Californie.

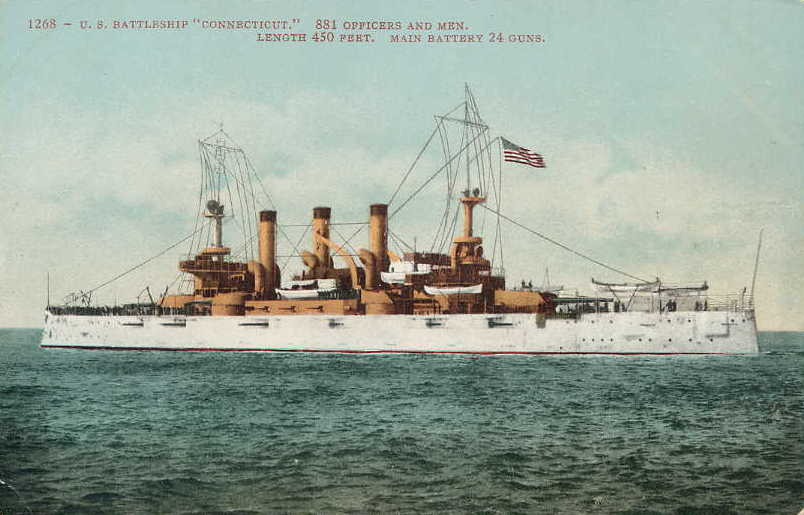
Carte postale du cuirassé éditée à San Francisco.

Le 5 mai, Evans retourne sur le Connecticut à temps pour le passage de la flotte sous le Golden Gate le jour suivant, malgré ses douleurs persistantes. Ce sont plus d'un million de personnes qui regardent la flotte de 42 navires entrer dans la baie. Après une grande parade dans San Francisco, une revue de la flotte par le Secrétaire à la Marine Victor H. Metcalf, un gala et un adieu d'Evans (qui prend sa retraite à cause de sa maladie et de son âge), la flotte repart pour Seattle, sous les ordres du contre-amiral Charles Stillman Sperry. Les navires y subissent un carénage en prévision de la seconde partie du voyage, et c'est ainsi que la flotte quitte la côte Ouest le 7 juillet en direction de Hawaï, qu'elle atteint neuf jours plus tard. Après avoir quitté Hawaï le 22 juillet, les navires s'arrêtent à Auckland, Sydney, puis Melbourne. De forts vents retardant leur avancée, ils n'atteignent la Nouvelle-Zélande que le 9 août ; festivités, parades, bals et autres jeux sont au menu de ces étapes. Le point d'orgue de cette visite australe est la parade de 12 000 marins et militaires de l'US Navy, de la Royal Navy et du Commonwealth devant 250 000 spectateurs.
Après un arrêt à Manille aux Philippines, la flotte prend la direction de Yokohama au Japon. Le 12 octobre, un typhon retarde la flotte de 24 heures sans lui causer de dégâts. Après avoir été escortés par trois vaisseaux de guerre et six navires marchands japonais, les Américains arrivent à bon port et les festivités commencent ; elles s'achèvent à Uraga, là où le commodore Matthew Perry avait jeté l'ancré un peu plus de 50 ans plus tôt. Les navires repartent le 25 octobre, et après trois semaines d'exercices dans la baie de Subic, ils prennent la direction du sud vers Singapour au large de laquelle ils passent le 7 décembre, sans s'y arrêter. Continuant sur leur lancée, ils s'arrêtent à Colombo pour charbonner du 12 au 20 décembre avant de partir pour le canal de Suez. Il faut alors trois jours aux 16 navires pour traverser le canal, malgré la fermeture de celui-ci à tout autre trafic. Ils réapprovisionnent ensuite en charbon à Port-Saïd en Égypte, après quoi la flotte se sépare en deux escadres afin de visiter plusieurs ports de la mer Méditerranée. La première division, dont fait partie le Connecticut, aurait à l'origine dû visiter l'Italie avant de rejoindre Villefranche-sur-Mer en France, mais le Connecticut et l'Illinois sont rapidement envoyés dans le sud de l'Italie pour une mission humanitaire après que la nouvelle d'un séisme à Messine soit parvenue à la flotte. Des marins américains aident alors à nettoyer les décombres et déchargent des provisions du navire réfrigéré USS Culgoa ; l'amiral Sperry reçoit les remerciements personnels du roi d'Italie Victor-Emmanuel III pour son aide.

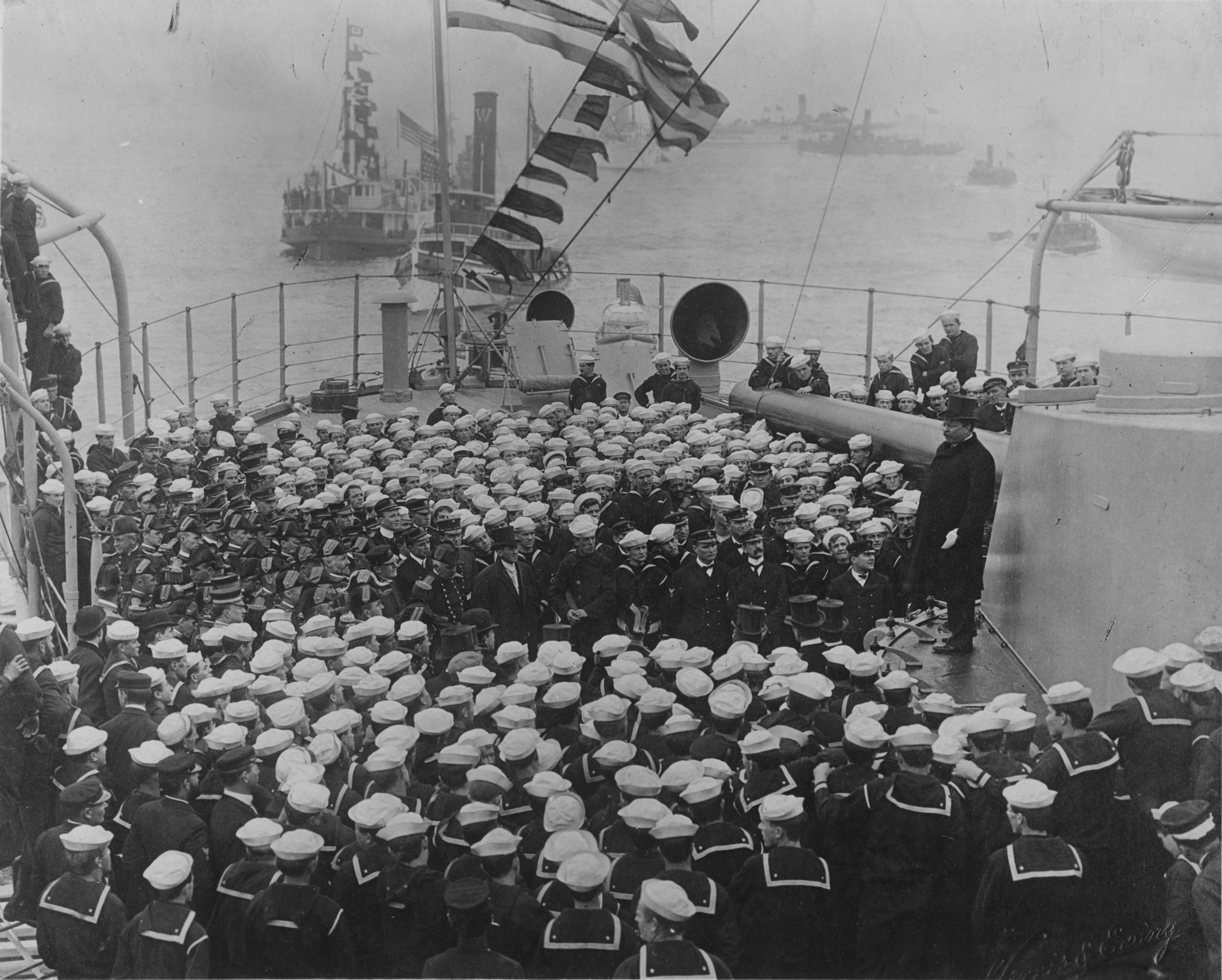
Roosevelt (sur la tourelle à droite) s'adresse à l'équipage du Connecticut au retour du tour du monde, en février 1909.

Les navires font ensuite escale aux étapes prévues, avant de prendre la direction de Gibraltar où les attendent un rassemblement de navires de guerre de différentes nations, « aux ponts remplis de monde et les sirènes tonitruantes ». Les cuirassés HMS Albemarle et Albion, le HMS Devonshire et sa 2e escadre de croiseurs représentent la Royal Navy, les cuirassés Tsarevitch et Slava et les croiseurs Amiral Makarov, Bogatyr et Oleg représentent la Marine impériale russe, alors que plusieurs canonnières représentent la France et les Pays-Bas. Après cinq jours passés à remplir les soutes à charbon, les navires américains reprennent leur route vers les États-Unis le 6 février 1909.
Après avoir subi quelques tempêtes, les cuirassés retrouvent neuf de leurs congénères à cinq jours de mer de Hampton Roads : quatre cuirassés (le Maine, le Mississippi, l'Idaho et le New Hampshire, le seul sister-ship du Connecticut à ne pas faire le voyage), deux croiseurs cuirassés et trois croiseurs éclaireurs. Le Connecticut mène ensuite tous ces navires près du bateau-phare de Tail-of-the-Horseshoe le 22 février pour une revue du président Roosevelt, alors sur son yacht à l'ancre au large de Old Point Comfort ; cette cérémonie conclut un voyage de 46 729 milles marins (86 542 km). Roosevelt monte à bord du cuirassé et fait une courte déclaration : « Vous avez réussi votre tour. D'autres nations en feront peut-être de même, mais elles le feront après vous »,.

### La guerre des Bananes et la Première Guerre mondiale

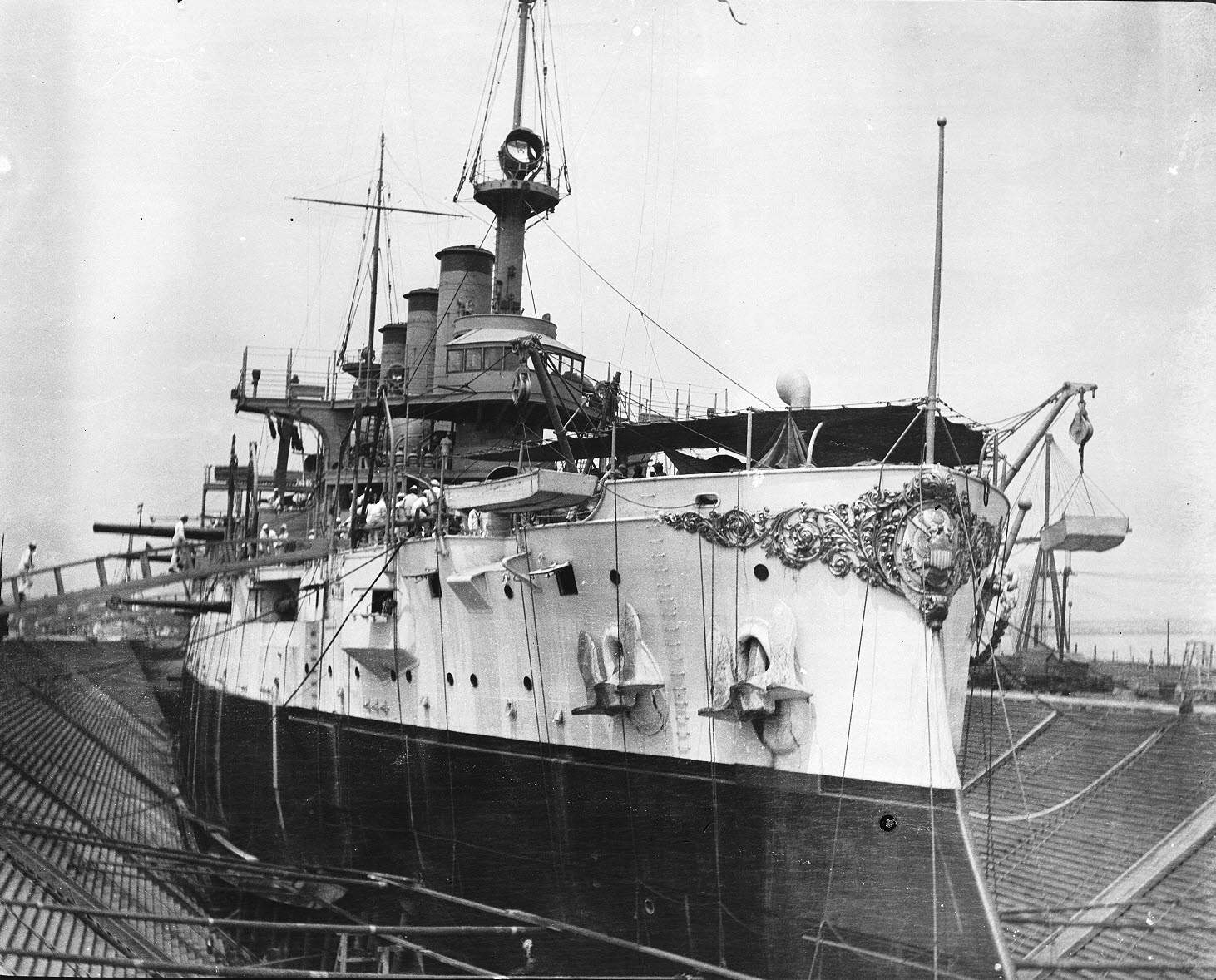
Le Connecticut en cale sèche au Brooklyn Naval Yard après son tour du monde en mars 1909.

Après son tour du monde, le Connecticut continue à servir comme navire amiral de l'Atlantic Fleet, avec une période d'interruption pour une refonte en mars 1909 au New York Navy Yard. Après avoir rejoint la flotte, le cuirassé croise au large de la côte Est des États-Unis depuis la base navale de Norfolk. Le reste de cette année 1909, il mène plusieurs exercices et participe à plusieurs cérémonies, dont les commémorations de la découverte du fleuve Hudson par Henry Hudson, 300 ans auparavant,. Début janvier 1910, le Connecticut prend la route des eaux cubaines et y reste jusqu'à la fin du mois de mars, avant de rentrer à New York pour une refonte. Après plusieurs mois de manœuvres et de simulation de combat au large de la Nouvelle-Angleterre, il part pour l'Europe le 2 novembre pour une mission d'entraînement des midshipmans. Il arrive à Portland, en Angleterre, le 15 novembre et est présent aux festivités données en l'honneur de l'anniversaire de la reine mère Alexandra le 1er décembre. Le Connecticut fait ensuite escale à Cherbourg, en France, où il accueille des visiteurs. Parmi ceux-ci, le chef d'état-major de la Marine française, le vice-amiral Laurent Marin-Darbel, accompagné d'une délégation d'officiers. Durant ce séjour, une chaloupe du Connecticut remporte une course d'aviron contre l'équipage du cuirassé français Charles Martel. Le 30 décembre, le cuirassé américain quitte les eaux françaises en direction de la baie de Guantánamo, où il reste jusqu'au 17 mars avant de partir pour Hampton Roads.

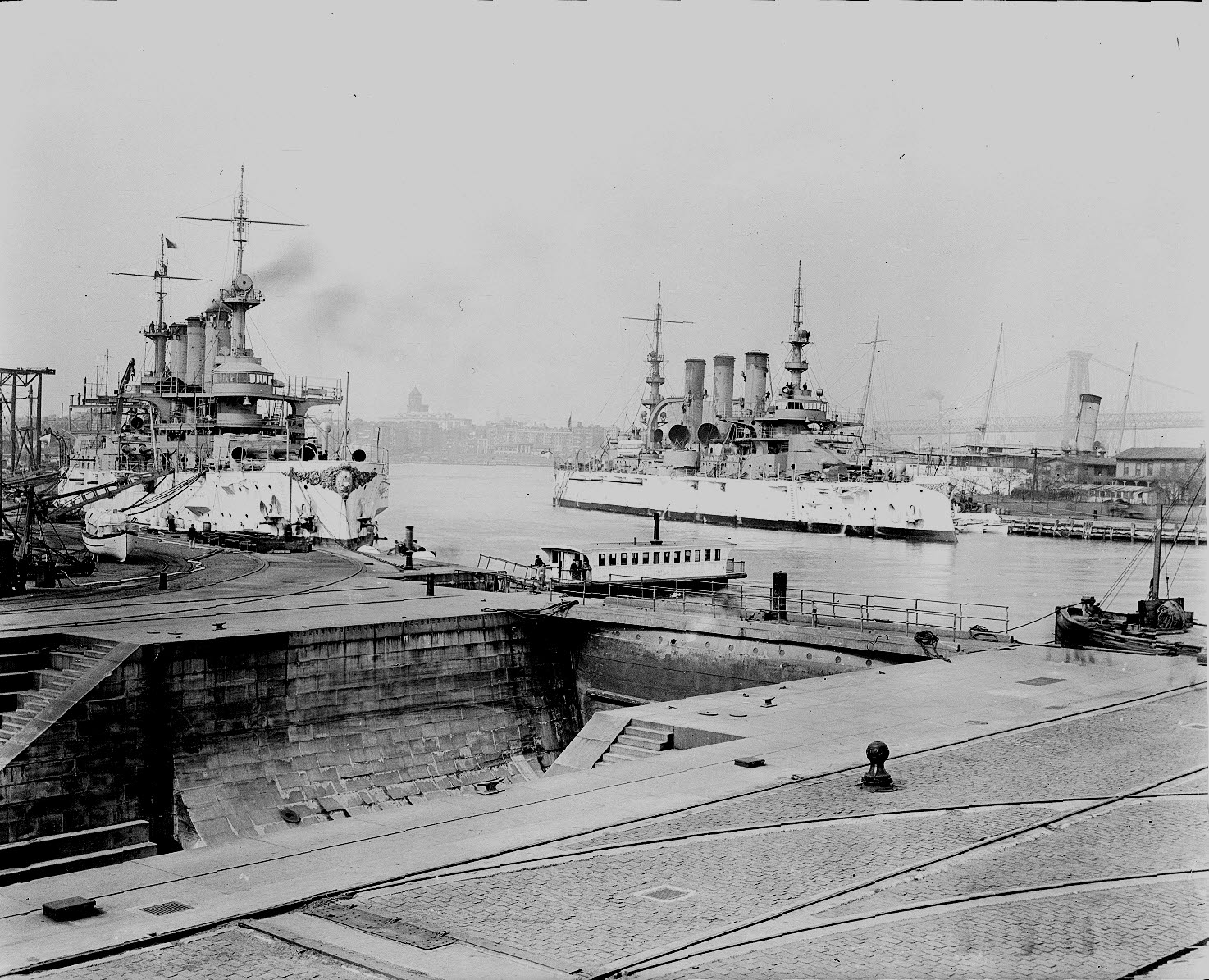
Le Connecticut et le Nebraska à Brooklyn en 1909.

Le Connecticut mène la revue navale présidentielle qui se déroule à New York le 2 décembre ; il y reste jusqu'au 12 janvier 1912 avant de retourner à Guantánamo. En mars, lors de son carénage au Philadelphia Naval Yard, il laisse sa place de navire amiral au croiseur cuirassé Washington. Après sa remise à neuf, le Connecticut passe le reste de l'année 1912 à faire des exercices de torpilles au large de la baie de Fort Pond, faire des manœuvres et s'entraîner au combat au large de Block Island et des caps de Virginie. Après une escale à New York, le cuirassé prend part à des exercices dans la baie de Guantánamo, du 23 février au 20 mars ; le 28 février, il devient une dernière fois navire amiral de la flotte de l'Atlantique, le temps pour le contre-amiral Charles J. Badger de transférer son pavillon du Wyoming à l'Utah,. Après avoir embarqué des provisions à Philadelphie, le Connecticut fait route vers le Mexique qu'il atteint le 22 avril ; il patrouille alors entre Tampico et Veracruz, protégeant les intérêts américains durant les troubles à Haïti,.

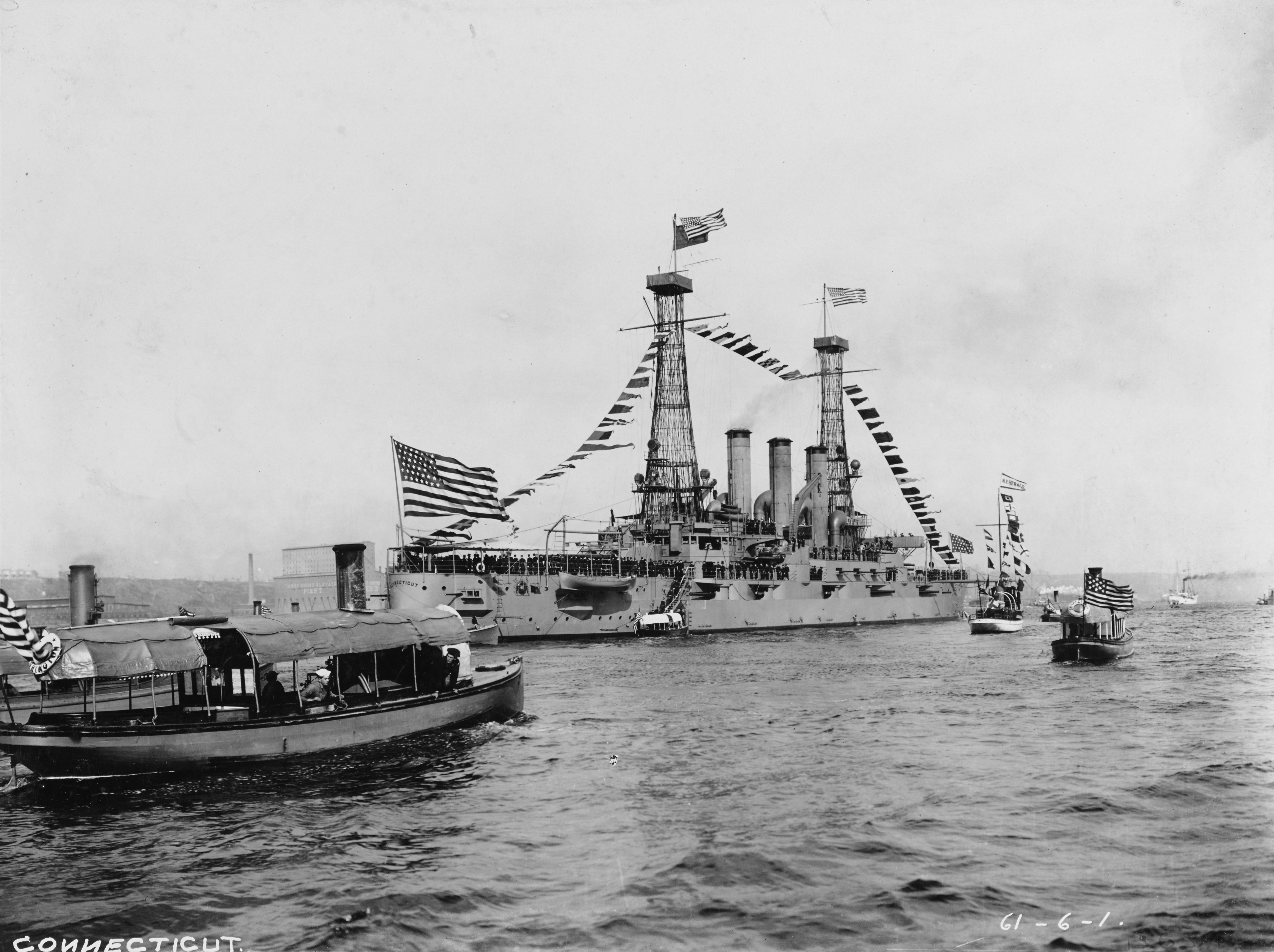
Le Connecticut saluant le yacht présidentiel lors de la revue navale présidentielle en 1911.

Le 22 juin 1912, le Connecticut quitte les eaux mexicaines pour Philadelphie, où il passe en cale sèche pour trois mois de réparations. Celles-ci finies, le navire conduit des exercices d'artillerie au large des caps de Virginie. Le 23 octobre 1913, il devient le navire amiral de la quatrième division de cuirassés. Après que la division est passée en revue par le secrétaire à la Marine George von Lengerke Meyer le 25, le Connecticut part pour Gênes, où il reste jusqu'au 30 novembre. Le cuirassé quitte ensuite l'Italie pour Veracruz où il arrive le 23 décembre. Au Mexique, il embarque des réfugiés qu'il transporte à Galveston au Texas et y récupère des officiers de l'armée et des représentants de la Croix-Rouge qui font le trajet inverse.
Le 29 mai 1914, alors qu'il est toujours au Mexique, le Connecticut abandonne le pavillon amiral au Minnesota ; le 2 juillet, il part pour La Havane. Arrivé le 8 juillet, le cuirassé prend à son bord l'ambassadeur américain à Haïti, Madison Roswell Smith et le débarque à Port-au-Prince cinq jours plus tard. Le cuirassé reste à Haïti durant un mois avant de partir pour Philadelphie le 8 août ; il arrive à bon port le 14 août.
Le Connecticut part ensuite pour le Maine et les caps de Virginie pour des simulations de combat, après quoi il retourne au Philadelphia Naval Yard pour un carénage. Le 15 janvier 1915, après plus de 15 semaines de travaux, Philadelphia Naval Yard, le cuirassé sort du port et met cap au sud vers Cuba, où il participe à des manœuvres avant de rentrer à Philadelphie. Il y reste jusqu'au 31 juillet, date à laquelle il embarque 433 hommes du 2e régiment de Marines qu'il débarque à Port-au-Prince le 5 août dans le cadre de l'occupation d'Haïti par les États-Unis. Le 5 septembre, le cuirassé ravitaille les unités amphibies basées à Cap-Haïtien et reste dans les eaux haïtiennes durant les mois suivants, au soutien des troupes débarquées, ses marins participant aux combats sous les ordres du major général Smedley Butler. Le Connecticut quitte ensuite Haïti et rallie Philadelphie le 15 décembre pour y être mis en réserve dans l'Atlantic Reserve Fleet.
Lorsque l'Empire allemand décide de lancer sa campagne de guerre sous-marine à outrance, les États-Unis réagissent ; le Connecticut reprend ainsi du service le 3 octobre 1916. Deux jours plus tard, le contre-amiral Herbert O. Dunn le désigne navire amiral de la cinquième division de cuirassés, transférant son pavillon depuis le Minnesota. Le Connecticut patrouille le long de la Côte Est et dans les Caraïbes jusqu'à l'entrée des États-Unis dans la Première Guerre mondiale le 6 avril 1917. Durant celle-ci, il est basé à York River en Virginie ; ce sont plus de 1 000 recrues (midshipmen et servants d'artillerie pour les navires marchands) qui sont formés sur le navire-école, qui patrouille dans la baie de Chesapeake et au large des caps de Virginie.

### Entre-deux-guerres

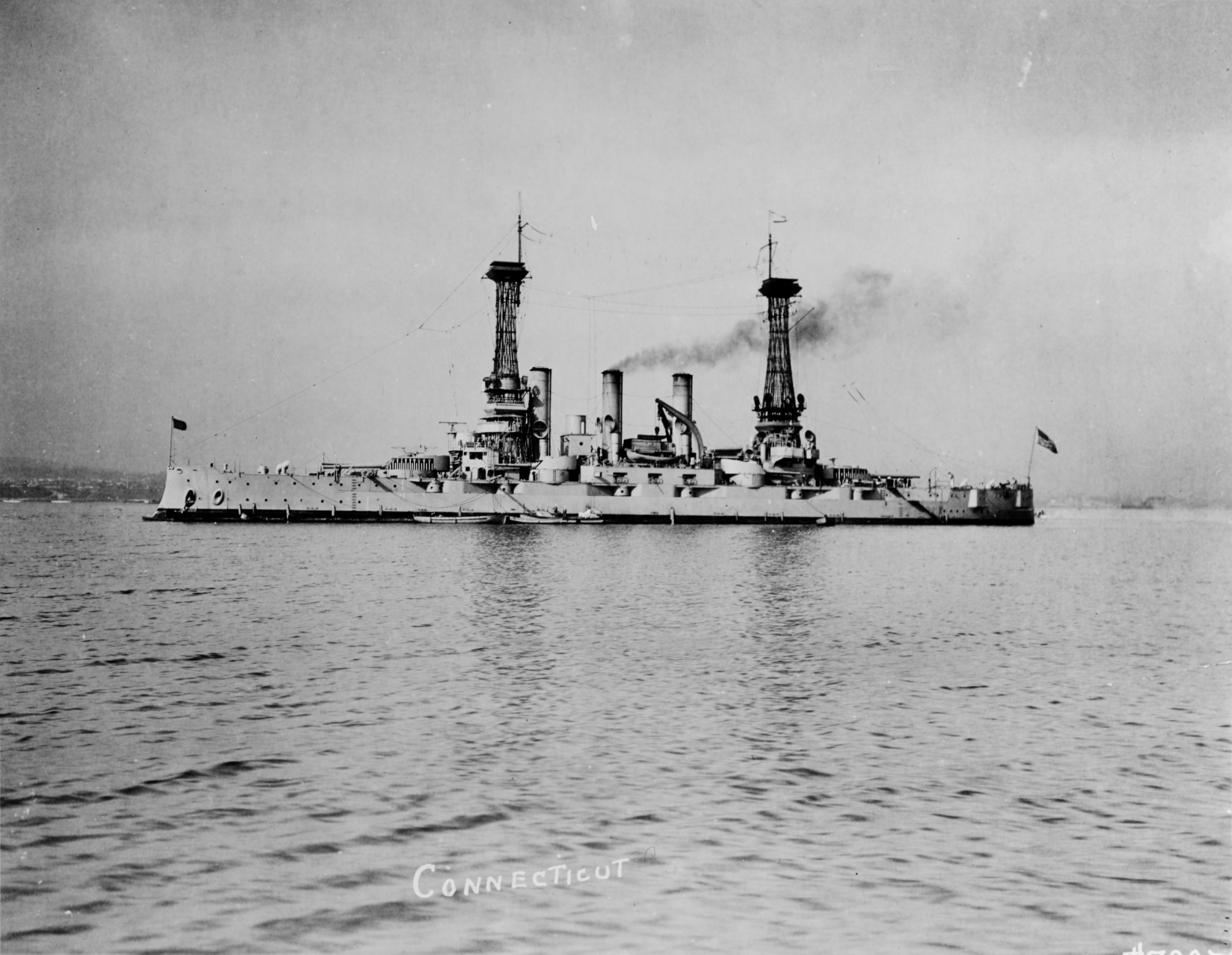
Le Connecticut photographié en 1920.

Après la fin de la guerre, le Connecticut rejoint la Cruiser and Transport Force, et du 6 janvier au 22 juin 1919 il fait quatre voyages afin de rapatrier les troupes américaines de France,. Ainsi, le 6 janvier, le cuirassé quitte Hampton Roads pour Brest où il embarque un millier d'hommes, qu'il débarque à New York le 2 février. De retour à Brest, il embarque le 53e régiment de pionniers, une compagnie de marines et une compagnie de police militaire, soit 1 240 hommes ; ils débarquent à Hampton Roads le 24 mars. Après deux mois, le Connecticut refait un trajet transatlantique ; après une courte période de permission à Paris pour l'équipage, le cuirassé embarque 891 hommes parmi lesquels des hommes de la 502e brigade d'ingénieurs, un détachement médical et des membres de la Croix-Rouge. Ils sont débarqués à Newport News le 22 juin. Le 23 juin 1919, après avoir rapatrié plus de 4 800 hommes, le Connecticut devient le navire amiral de la deuxième escadre de cuirassés de l'Atlantic fleet, aux ordres du vice-amiral Hilary P. Jones

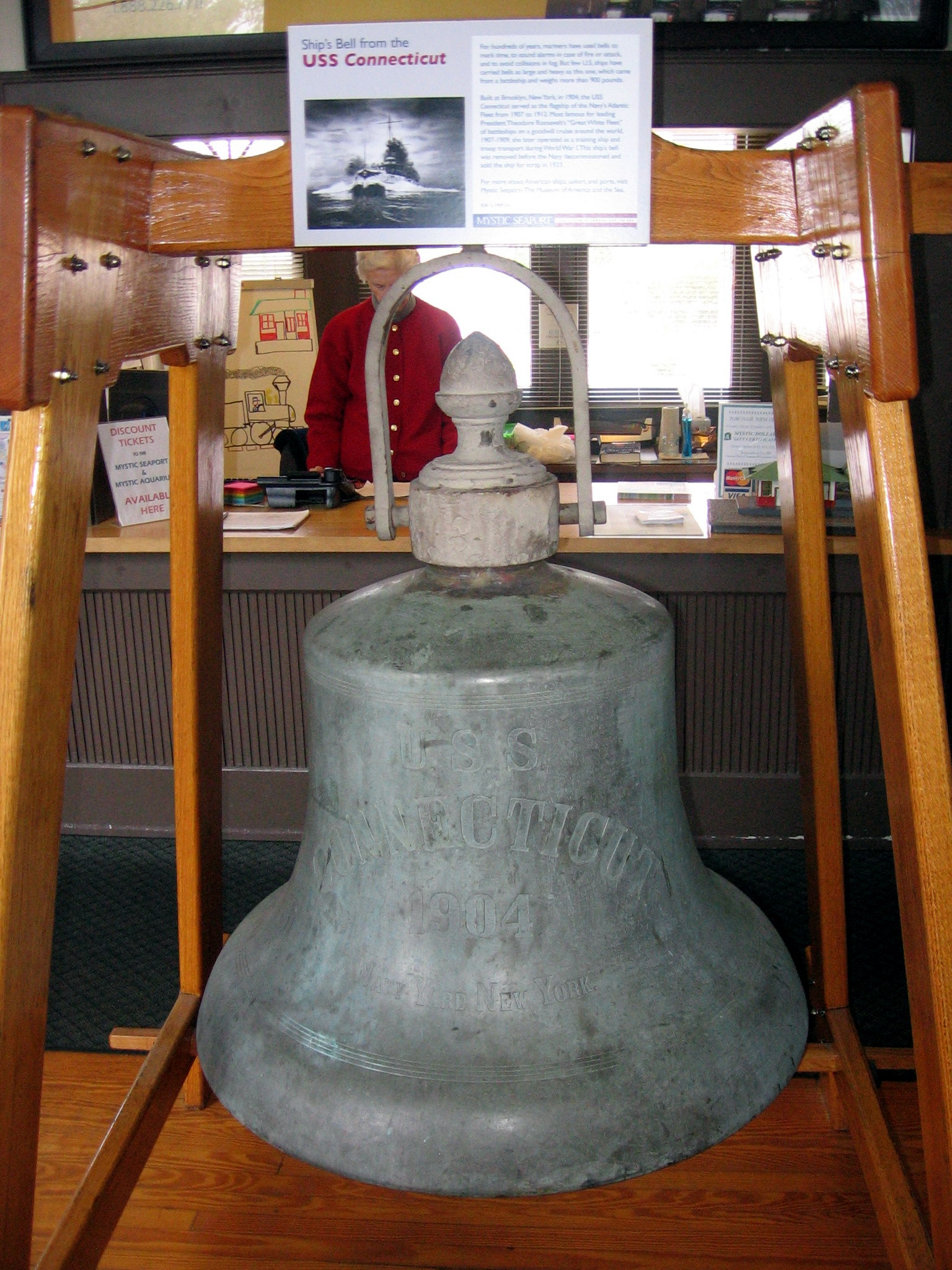
La cloche du Connecticut visible à Mystic, dans le Connecticut.

Basé à Philadelphie pour les 22 mois suivants, le Connecticut forme des midshipmen. Le 2 mai 1920, 200 d'entre eux embarquent pour une croisière d'entraînement. En compagnie d'autres cuirassés de l'escadre, le navire fait route vers les Caraïbes et passe le canal de Panama afin de faire quatre escales : Honolulu, Seattle, San Francisco et la baie de San Pedro. Après les avoir visitées, l'escadre repasse le canal pour rentrer à son port d'attache. Cependant, trois jours après le passage, le moteur tribord du cuirassé rend l'âme, amenant le New Hampshire à remorquer le Connecticut jusqu'à la baie de Guantánamo ; ils y arrivent le 28 août. Les cadets y sont débarqués et le vice-amiral Jones transfère son pavillon sur son nouveau navire amiral, le Kansas. Le navire de réparation Prometheus arrive de New York le 1er septembre pour remorquer le navire en panne jusqu'à Philadelphie ; ils atteignent la base le 11 septembre.
Le 12 mars 1921, le Connecticut redevient le navire amiral de la deuxième escadre de cuirassés lorsque le contre-amiral Charles Frederick Hughes en prend le commandement. Les cuirassés quittent Philadelphie le 7 avril pour participer à des manœuvres au large de Cuba, avant un passage à la revue présidentielle à Hampton Roads le 28 avril. L'escadre participe ensuite aux cérémonies du Memorial Day à l'académie navale d'Annapolis avant de partir pour une croisière d'entraînement des cadets qui l'amène en Europe. Le 28 juin, le Connecticut reçoit une délégation norvégienne comprenant le roi Haakon VII, le premier ministre Otto Blehr, le ministre de la Défense et le commandant en chef de la Marine royale norvégienne. Le cuirassé arrive ensuite au Portugal le 21 juillet, recevant le gouverneur de la province de Lisbonne et le commandant en chef de la Marine portugaise. Six jours plus tard, le président de la République portugaise António José de Almeida est l'hôte du Connecticut. Le 29 juillet, l'escadre prend la mer pour la baie de Guantánamo où elle s'exerce au tir. Le Connecticut quitte ensuite le reste de son escadre pour Annapolis et débarque ses cadets le 30 août avant de rentrer à Philadelphie.
Le 4 octobre, le cuirassé part pour la Californie afin de rejoindre la Pacific Fleet. Après un arrêt la veille à San Diego, il arrive à San Pedro le 28 octobre, où le contre-amiral Herman Osman Stickney le désigne comme navire amiral de la flotte d'entraînement de la Pacific Fleet. Durant les mois qui suivent, le Connecticut croise le long de la Côte Ouest, prenant part à des exercices et des commémorations.
Le traité naval de Washington signé à la fin de cette année 1921 scelle le destin du cuirassé ; les nations signataires s'engageant à limiter le tonnage de leurs navires, la Navy décide de démolir le Connecticut. Il part pour son dernier voyage le 11 décembre, et atteint cinq jours après le Puget Sound Navy Yard, où il est retiré du service le 1er mars 1923. Le 1er novembre, l'ex-Connecticut est revendu pour démolition à Walter W. Johnson de San Francisco pour la somme de 42 750 dollars.